# Medaile Alberta Einsteina
Medaile Alberta Einstina, německy Albert-Einstein-Medaille, je ocenění které uděluje Společnost Alberta Einsteina v Bernu. Poprvé byla udělena v roce 1979. Ocenění se každoročně za výzkum nebo dílo spojené s Albertem Einsteinem.

## Nositelé
- 1979 – Stephen Hawking
- 1982 – Friedrich Wahlen
- 1983 – Hermann Bondi
- 1984 – Victor Weisskopf
- 1985 – Edward Witten
- 1986 – Rudolf Mössbauer
- 1987 – Jeanne Hersch
- 1988 – John Archibald Wheeler
- 1989 – Markus Fierz
- 1990 – Roger Penrose
- 1991 – Joseph Hooton Taylor
- 1992 – Peter Bergmann
- 1993 – Max Flückiger, Adolf Meichle
- 1994 – Irwin Shapiro
- 1995 – Chen Ning Yang
- 1996 – Thibault Damour
- 1998 – Claude Nicollier
- 1999 – Friedrich Hirzebruch
- 2000 – Gustav Tammann
- 2001 – Johannes Geiss, Hubert Reeves
- 2003 – George Smoot
- 2004 – Michel Mayor
- 2005 – Murray Gell-Mann
- 2006 - Gabriele Veneziano
- 2007 - Reinhard Genzel
- 2008 - Beno Eckmann
- 2009 - Kip Thorne
- 2010 - Hermann Nicolai
- 2011 - Saul Perlmutter a Adam G. Riess
- 2012 - Alain Aspect
- 2013 - Roy Kerr
- 2014 - Tom W. B. Kibble
- 2015 - Stanley Deser a Charles Misner
- 2016 - Alexej Jurjevič Smirnov
- 2017 - LIGO Scientific Collaboration a Virgo Collaboration
- 2018´- Juan Maldacena
- 2019 - Clifford Will
- 2020 - Event Horizon Telescope
- 2023 - Luc Blanchet